# Коремоноги
Коремоногите (Gastropoda), известни още като охлюви и плужеци, са клас мекотели. Представителите са предимно водни обитатели, но са единствената група от мекотелите, представители от която са преминали към сухоземен начин на живот. Характерна особеност на гастроподите е вторичната загуба на билатералната симетрия на тялото.

## Физически характеристики
Загубата на билатералната симетрия се дължи на торзията – завъртане на трупа на 180° спрямо главата и крака, както и на завиването на черупката. В резултат на торзията мантийната празнина отива напред, а плевровисцералните конективи се кръстосват. При това десните органи на мантийния комплекс се редуцират, а левите се развиват усилено.
Черупката на охлювите е в различна степен застъпена при различните видове. Състои се от 3 пласта – периостракум, остракум и хипоостракум. Първият е от органично вещество, останалите – варовикови. Върхът на черупката се нарича апекс, а края – апертура. Черупките биват турбоспирални и планиспирални, дясно и ляво завити. При някои черупките са с формата на калпаче. Вътрешните стени образуват стълбче с отвор – пъп. При някои черупката има и капаче. Черупката се образува още в ларвния стадий.
Тялото е обособено на глава, труп и крак. Кожата съдържа много слузести жлези. Мантията образува различно развита мантийна празнина, в която се разполага мантийния комплекс от органи. Главата е добре обособена. Тя носи устата, очите и пипалата – 1 или 2 чифта. Ако са 2 – единият от тях носи очите, а другият има осезателна функция. Трупът е неясно ограничен от крака. Кракът е добре развит, мускулест. Има плоска част за пълзене – стъпало и често педална жлеза, която изпуска специфичен секрет.

### Храносмилателна система
Храносмилателната система е триделна. Започва от уста, устна празнина с радули, глътка, в която се изливат слюнни жлези, хранопровод, който при някои образува гуша, стомах, в който се отваря хепатопанкреасът, черво, задно черво, анус.

### Дихателна система
Дихателната система е представена от хриле или бели дробове в зависимост от местообитанието. Хрилете се наричат ктенидии (лат. ctenidia) и са изградени от ос и хрилни листчета. Ктенидиите биват бипектинантни и монопектинантни. Белият дроб се получава от напълно затворена мантийна празнина, освен в 1 отвор – пневмостома. Дъното на мантийната празнина е превърнато в мускулеста диафрагма.

### Кръвоносна система
Кръвоносната система е съставена от предсърдно-камерно сърце, кръвоносни съдове, синуси и лакуни. Поради торзията дясното предсърдие е закърняло. При повечето гастроподи венозната кръв се събира в система от перивисцерални синуси, обхващащи червото, хепатопанкреаса и половите жлези. Оттук част от кръвта попада направо в съдовете, влизащи в хрилете и след това в предсърдието. Така кръвта не е изцяло артериална. Кръвта има амебовидни левкоцити и дихателен пигмент – хемоцианин, при някои се среща и хемоглобин.

### Отделителна система
Отделителната система е представена от метанефридии, образуващи 1 или 2 бъбрека.

### Нервна система
Нервната система е съставена от 5 двойки ганглии, свързани с конективи при повечето гастроподи. Церебралните инервират главовата част, педалните – крака, плевралните – предната част на мантията, париеталните – хрилете, висцералните – вътрешните органи. Поради торзията се наблюдава хиастоневрия – кръстосана нервна система.
Сетивните органи са добре развити: притежават очи, статоцисти, пипала с осезателна и обонятелна функция, осфадиуми.

### Полова система
Повечето охлюви са хермафродити, срещат се и разделнополови (подклас Prosobranchia). Много хермафродитни видове са протеандрични. Хермафродитната система се състои от хермафродитна полова жлеза, канал, свързан с белтъчна жлеза, камера на оплождането, семеяйцепровод, разделен на матка и семенен жлеб, простата, семепровод и яйцепровод, пенис и флагелум, пръстеновидни жлези, торбичка с любовна стрела, полова клоака. Любовната стрела се изхвърля преди копулация за стимулиране на процеса.

## Размножаване и развитие
Копулацията обикновено е реципрочна. Развитието е пряко или чрез метаморфоза. Ларвните форми са трохофора и велигер.

## Класификация
Клас Коремоноги
- Подклас Prosobranchia H. Milne-Edwards, 1848
  - Разред Archaeogastropoda Thiele, 1925
- Подклас Eogastropoda Ponder & Lindberg, 1997
  - Разред Docoglossa Troschel, 1866
  - Разред Euomphalina Koninck, 1881
  - Разред Neomphalida
- Подклас Orthogastropoda
  - Надразред Caenogastropoda L.R. Cox, 1959
    - Разред Architaenioglossa Haller, 1890
    - Разред Perunelomorpha Frýda & Bandel, 1997
    - Разред Sorbeoconcha Ponder & Lindberg, 1997

  - Надразред Cocculiniformia Hazsprunar, 1987
  - Надразред Heterobranchia
    - Разред Acochlidiacea
    - Разред Anaspidea P. Fischer, 1883
    - Разред Cephalaspidea
    - Разред Gymnosomata Blainville, 1824
    - Разред Голохрили охлюви (Nudibranchia) Blainville, 1814
    - Разред Pleurobranchomorpha
    - Разред Runcinacea
    - Разред Sacoglossa
    - Разред Thecosomata Blainville, 1823
    - Разред Umbraculida
    - Разред Белодробни охлюви (Pulmonata) Cuvier, 1817
    - Разред Rhodopemorha Salvini Plawen, 1991

  - Надразред Neritopsina L.R. Cox & Knight, 1960
    - Разред Cyrtoneritimorpha Bandel & Frýda, 1999
    - Разред Neritoida

  - Надразред Vetigastropoda Salvini-Plawen, 1980